# Andreas Fridolin Weis Bentzon
Andreas Fridolin Weis Bentzon (Copenaghen, 23 maggio 1936 – Copenaghen, 21 dicembre 1971) è stato un etnomusicologo e antropologo danese.
(Andreas F. W. Bentzon, presentazione della Sardegna agli studenti di musica dell’Università di Copenaghen, 1958)

## Biografia
Andreas F. W. Bentzon è stato il più importante studioso delle launeddas, strumento musicale della Sardegna.
Nel 1952 si recò in Sardegna durante le vacanze scolastiche e vi fece ritorno nel 1953 e 1955. Durante questa seconda visita incontrò a Santa Giusta, il suonatore di launeddas Felice Pili "emigrato" da Villaputzu. Tornò ancora una volta per circa otto mesi nel biennio 1957/1958, questa volta con una borsa di studio, e si recò a Cabras, Villaputzu, soggiornò a lungo a Ortacesus poi a Cagliari e Oristano dove svolse il suo lavoro di ricerca, frequentando i più importanti suonatori, effettuando numerose e preziose registrazioni, filmati, fotografie presso i maggiori suonatori del tempo: Dionigi Burranca, Pasqualino Erriu, Aurelio Porcu, Giovanni Lai, Giovanni Casu e, soprattutto, Efisio Melis e Antonio Lara.
Scrisse numerosi articoli su riviste scientifiche in varie lingue e raccolse le sue ricerche in due volumi in lingua inglese The Launeddas. A Sardinian folk music instrument (2 voll. Acta Musicologica Danica n° 1, Akademisk Forlag, Copenaghen 1969), con lo scopo, come lui stesso scrisse, di ottenere: «una fonte sicura di informazioni che potessero coprire gli aspetti tecnici, musicali, e sociali dello strumento», realizzando un nuovo approccio etnomusicologico, che «tende all'integrazione dello studio della musica nell'ambito dell'antropologia culturale».
Come altri studiosi, fra i quali Max Leopold Wagner, Alberto Della Marmora e Maurice Le Lannou, contribuisce in maniera determinante allo studio di un aspetto della cultura della Sardegna, con il rigore e la cognizione propri dello studioso, ma anche con grande rispetto e affetto per i luoghi e le persone. Nella sua opera analizza lo strumento musicale in quanto tale, ma inserito nel proprio contesto, nel ballo sardo, nelle marce e nell'accompagnamento del canto, ed in quello religioso, raccontandolo spesso con le parole degli stessi intervistati. La precisione scientifica dei rilevamenti nelle dimensioni delle launeddas, le osservazioni tonometriche e soprattutto le trascrizioni del secondo volume, collocano l'opera dello studioso in ambito tecnico-specialistico, eppure, grazie al particolare approccio, sullo sfondo s'intravede l'amore che questo studioso ha avuto per le cose sarde.
In seguito ha fatto intensa ricerca sul campo a Nule, ricerca durata diversi anni, fino alla sua morte prematura, occupandosi di altri aspetti della vita tradizionale sarda in trasformazione.

## Fondo Bentzon
Presso l'Istituto Superiore Regionale Etnografico di Nuoro (ISRE) è custodito il Fondo Bentzon con numerosi documenti donati dall'Università di Copenaghen.
Durante i suoi lunghi soggiorni in Sardegna, tra il 1953 al 1969, nel corso delle diverse campagne di ricerca Bentzon, oltre alle registrazioni sonore, aveva realizzato numerose fotografie. 
Dopo la morte dello studioso, l'Istituto di Etnologia e Antropologia dell'Università di Copenaghen, a seguito dell'interessamento della scrittrice Maria Giacobbe, donò il Fondo all'ISRE. I materiali conservati nell'ISRE erano stati raccolti a Nule, dove Bentzon e la moglie Ruth avevano soggiornato per lunghi periodi tra il 1965 e il 1969. 
Il fondo è costituito da qualche migliaio di schede dattiloscritte in lingua inglese, organizzate in "Argomenti", "Fonti" e "Anagrafiche", che erano state catalogate da Benzton e dalla moglie a Copenaghen con la partecipazione del gruppo di studenti del cosiddetto Nule Gruppen; la raccolta di manoscritti relativi a tradizioni e avvenimenti del paese redatti da Michela Coloru, tessitrice e collaboratrice dell'antropologo. Inoltre si conservano più di un migliaio di fotografie realizzate sempre a Nule, e in altre località dell'isola. I materiali sono stati digitalizzati, su incarico dell'ISRE, dall'antropologo Cosimo Zene.

## Opere
- A. F. W. Bentzon, The Launeddas. A Sardinian folk music instrument (2 voll. Acta Musicologica Danica n° 1), Akademisk Forlag, Copenaghen, 1969
- A. F. W. Bentzon, Launeddas, Cagliari, 2002 ISBN 8888998004